# Warg
În mitologia nordică, un vargr (pl. vargar, deseori anglicizat ca warg sau varg) este un lup și se referă în particular la lupul Fenrir și fii lui Sköll și Hati. Bazat pe aceasta, J. R. R. Tolkien a folosit în ficțiunea lui forma din engleza veche warg (alte forme din engleza veche fiind wearg și wearh) ca să se refere în particular la un soi de lup mare și malefic.

## Etimologie
În nordica veche, vargr este derivat din cuvântul proto-germanic reconstruit wargaz, într-un final derivat din rădăcina proto-indo-europeană, werg, „a distruge”.